# Anatolij Solovjanenko
Anatolij Solovjanenko (ukrainsk: Солов'я́ненко Анато́лій Бори́сович tr. Anatolij Borysovytj Solovjanenko , russisk: Анатолий Борисович Соловья́ненко tr. Anatolij Borisovitj Solovjanenko ; født 25. september 1932 i Donetsk Ukrainske SSR, død 29. juli 1999 i Kozyn) var en sovjetisk tenor. Han var i over 30 år solosanger ved Taras Sjevtjenko-operaen i Kijev. Han optrådte også flere steder i udlandet, blandt andet på The Metropolitan Opera i New York i sæsonen 1977-78. Han har modtaget adskillige priser, heriblandt Ukraines Helt (posthumt, 2008).
1. ↑  Navnet er anført på bokmål og stammer fra Wikidata hvor navnet endnu ikke findes på dansk.